# 氷高悠
氷高 悠（ひだか ゆう）は、日本のライトノベル作家である。

## 経歴・人物
早稲田大学卒業。大学生時代に所属していたサークルはアニメ・ゲームなどのサブカルチャーに関心のある学生が集うものであり、それらの文化に興じつつ執筆活動を行っていた。2014年に投稿作「魔法少女ほのりは今すぐ辞めたい。」(出版時に『今すぐ辞めたい アルスマギカ』へと改題)で第26回冬期ファンタジア大賞銀賞を受賞し作家デビューした。

## 作風
主に現代を舞台にしており、高校生たちを登場人物に据えている。いわゆる「不条理ギャグ」がメインに描かれ、主人公はいかにしてそこから抜け出すかということがテーマに置かれることが多い。

## 作品リスト

### ライトノベル
- 『今すぐ辞めたい アルスマギカ』（富士見ファンタジア文庫 挿絵:菊池政治）2014年10月18日発売 ISBN 978-4-04-070344-2
- 『テンプレ展開のせいで、おれのラブコメが鬼畜難易度』（富士見ファンタジア文庫 挿絵:檜坂はざら）
  1. 2016年7月20日発売 ISBN 978-4-04-072007-4
  2. 2016年11月19日発売 ISBN 978-4-04-072008-1
- 『せきゆちゃん（嫁）』（富士見ファンタジア文庫 挿絵:荻pote）2017年7月20日発売 ISBN 978-4-04-072329-7
- 『それでも僕は、モブキャラが好き』（講談社ラノベ文庫 挿絵:師走ほりお）
  1. 2018年6月29日発売 ISBN 978-4-06-512646-2
  2. 2018年11月30日発売 ISBN 978-4-06-514237-0
- 『あなたのことを、嫌いになるから。』（講談社ラノベ文庫 挿絵:サコ）2019年8月2日発売 ISBN 978-4-06-516970-4
- 『【朗報】俺の許嫁になった地味子、家では可愛いしかない。』（富士見ファンタジア文庫 挿絵:たん旦）
  1. 2021年2月20日発売 ISBN 978-4-04-073996-0
  2. 2021年5月20日発売 ISBN 978-4-04-074152-9
  3. 2021年9月18日発売 ISBN 978-4-04-074256-4
  4. 2022年1月20日発売 ISBN 978-4-04-074398-1
  5. 2022年5月20日発売 ISBN 978-4-04-074545-9
  6. 2022年10月20日発売 ISBN 978-4-04-074655-5
  7. 2023年2月17日発売 ISBN 978-4-04-074732-3
  8. 2024年2月20日発売 ISBN 978-4-04-074733-0

  - ASMRボイスドラマ 〜おはようからおやすみまで、許嫁は可愛いしかない〜（声 - 日高里菜）
- 『クラスの優等生を『妹』にする約束をした。どうやらいっぱい甘えたいらしい。』（富士見ファンタジア文庫 挿絵:たん旦）
  1. 2024年2月20日発売 ISBN 978-4-04-075344-7
  2. 2024年9月20日発売 ISBN 978-4-04-075493-2